# Жёны артистов
«Жёны артистов» — рассказ русского писателя XIX-XX века Антона Павловича Чехова, написанный в 1880 году и впервые опубликованный 7 декабря 1880 года под псевдонимом «Дон Антонио Чехонте» в седьмом номере газеты «Минута». Изначально рассказ вышел в разделе «Воскресные очерки» под заглавием «Португальская легенда на русский манер о женах артистов». Разрешение цензурного комитета было получено 5 декабря.
По мнению исследователей творчества писателя, рассказ был задуман Антоном Павловичем как литературная пародия на французского романиста и драматурга Альфонса Додэ. В произведении юмористически «на русский манер» рассказывается о «неустроенном быте молодых художников, литераторов и студентов, какими в 1880 году были сам А. П. Чехов, его старшие братья, его друзья».
В 1882 году произведение было доработано для художественно-юмористического журнала «Будильник (журнал)», где уже было опубликовано под псевдонимом «Антоша Чехонте» и с заглавием «Жёны артистов». Был добавлен подзаголовок «Перевод… с португальского». Существенные стилистические правки включали в себя устранение просторечий и вульгаризмов, изменение имён персонажей, некоторых названий. К сюжетным правкам относится добавление в конце произведения эпизода с чтением «рассказца» об американском докторе Таннере, который «приехал в Нью-Йорк из Минезотты, обрек себя, с научной целью, на полное голодание в продолжение сорока дней».
В том же 1882 году Антон Павлович планировал напечатать рассказ в составе авторского сборника «Шалость». Для этого в произведение был внесён ряд стилистических изменений. Сборник был отпечатан, но в итоге был не допущен цензурой. В 1884 году Чехов также включил рассказ в свой первый изданный сборник рассказов «Сказки Мельпомены». При этом были устранены отдельные подробности, допускавшие в начале 80-х годов «злободневно-политическое истолкование» рассказа.